# 聖阿納德圖西區
聖阿納德圖西區（西班牙語：Distrito de Santa Ana de Tusi），是秘魯的一個區，位於該國中部帕斯科大區的丹尼爾阿爾西德斯卡里翁省，始建於1956年1月12日，面積353.11平方公里，海拔高度3,760米，2005年人口14,904，人口密度每平方公里42人。